# Onciale 0132
- Papyrus
- Onciale
- Minuscules
- Lectionnaire

Le Codex 0132, portant le numéro de référence 0132 (Gregory-Aland), ε 82 (Soden), est un manuscrit du Nouveau Testament sur parchemin écrit en écriture grecque onciale.

## Description
Le codex se compose de 4 folios. Il est écrit en deux colonnes, de 33 lignes par colonne. Les dimensions du manuscrit sont 25 x 17 cm. Les experts datent ce manuscrit du IXe siècle,. Il contenant esprits et accents.
C'est un manuscrit contenant le texte incomplet de l'Évangile selon Marc (5,16-40). 
Le texte du codex représenté type mixte. Kurt Aland le classe en Catégorie III. 
Le manuscrit fut découvert par Vansittart. Il a été examiné par George William Kitchin, Constantin von Tischendorf, et J. H. Greenlee.
Lieu de conservation
Il est actuellement conservé à la bibliothèque de Christ Church (Wake 37, f. 237), à Oxford.